# Виленская художественная школа
Виленская художественная школа ― в искусствоведении условное название художественных кафедр Виленского университета: рисунка и живописи (с 1797), скульптуры (с 1803), гравюры (с 1805). Кафедры закрыты с университетом в 1832 году.

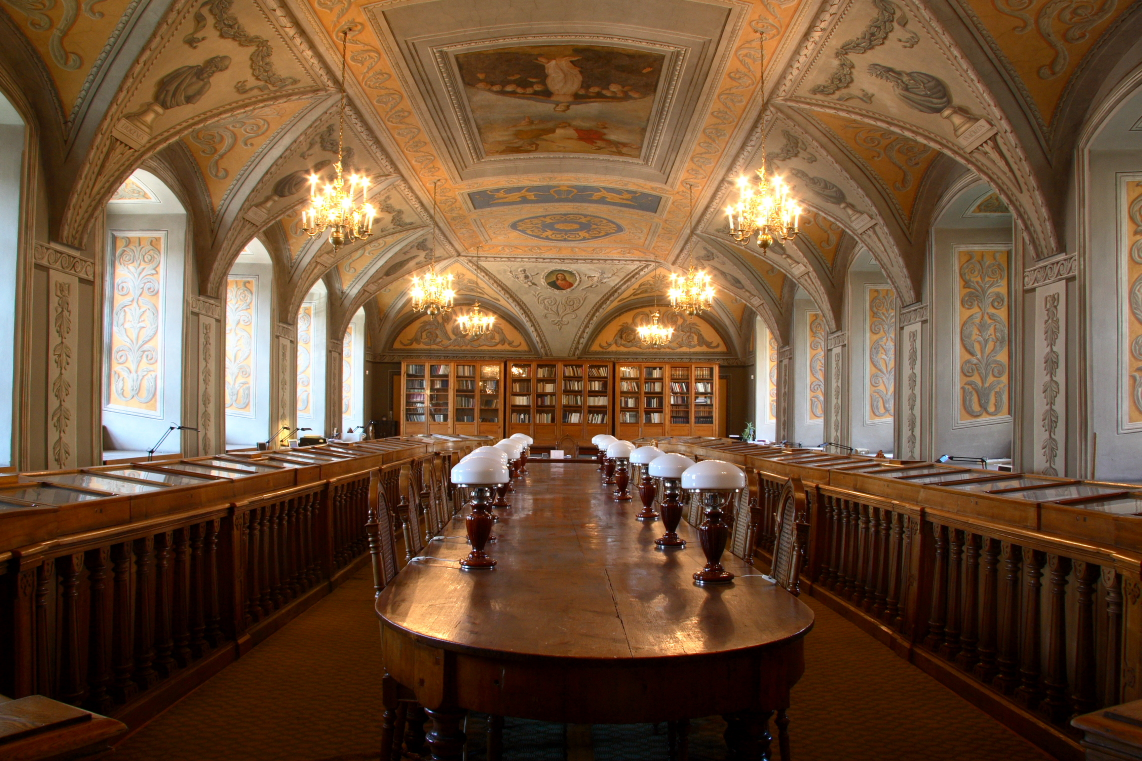
Зал Ф. Смуглевича (Вильнюсский университет)

Среди преподавателей живописи и рисунка Ф. Смуглевич (1797—1807) и Я. Рустем (1798—1831), скульптуры — К. Ельский (с 1811), гравюры — Дж. Сандерс (1810—1819).
Составленная Ф. Смуглевичем первая программа школы включала три этапа обучения: копирование образцов классического искусства, основанного на «идеальной» пропорции модели; рисунок с гипсовых фигур; рисунок с живой модели (введено Я. Рустемом в 1815).
Кафедры давали художественную подготовку, необходимую для поступления в академии художеств. В 1820—1822 гг. в школе учились 45 живописцев и 16 скульпторов. На виленской выставке 1820 года было показано 136 работ.
Воспитанники школы В. Ванькович, Ян Дамель, Ю. Олешкевич, К. Русецкий, А. Шемеш, К. Бахматович, К. Кукевич, М. Кулеша, Н. Орда, И. Хруцкий внесли значительный вклад в русскую, литовскую, белорусскую и польскую культуру. Традиции школа были развиты и углублены художниками второй половины XIX века.